# جمع الجوامع في الحديث
جمع الجوامع و المعروف باسم الجامع الكبير هو كتاب من تأليف جلال الدين السيوطي (المتوفى سنة: 911هـ)، ويعد الكتاب مرجعاً للكثير من الأحاديث من مصادر السنة المختلفة دون ذكر أسانيدها.

## وصلات خارجية
- المكتبة الوقفية - جمع الجوامع: ط. الأزهر الشريف.